# Église San Francesco alle Scale d'Ancône
 (mars 2025).
L'Église San Francesco alle Scale d'Ancône est une église de la ville d'Ancône, dans les Marches (Italie) construite le long de l'historique Via Pizzecolli (ou Via del Comune) comme de nombreux autres bâtiments historiques et artistiques importants de la ville.

## Historique
L'église a été fondée le 14 août 1323 par des Franciscains et l'évêque Nicolò degli Ungari, et était à l'origine dédiée à Sainte Marie Majeure.
Ce n'est qu'en 1447 que fut construit le grand escalier, qui couvrait toute la surface de l'actuelle Piazza San Francesco, d'où il tira son nom. L'escalier a été conçu par Giorgio Orsini de Sebenico et construit par un certain Maestro Domenico avec deux volées de 30 marches chacune.
L'église, avant celle de Santa Maria Maggiore ou Grande, ou appelée San Francesco, était celle qui lui était adjacente appelée Santa Maria a porta Cipriana pour la distinguer des autres. On peut le constater dans le plan connu sous le nom de Ricci-Castelli, dont la conception est tirée d'un plan en perspective d'Ancône datant d'avant 1546.
La première église Santa Maria in Porta Cipriana est mentionnée pour la première fois dans un acte testamentaire de 1262, tandis que l'église de Sant'Anna existait déjà en 1303. Elle était proche du palais épiscopal qui avait été transféré au palais Toroglioni, puis Acciajoli, où en 1700 les évêques résidèrent à nouveau. L'église paroissiale Santa Maria a Porta Cipriana est restée debout jusqu'en 1546 environ, puis est devenue celle de Saint Pierre. Les vestiges de l'ancien couvent de la fin du XIIIe siècle se trouvent dans l'actuel petit théâtre percé de deux arcs.
L'église Santa Maria in Porta Cipriana a été construite après la mort du saint vers 1235, tandis que l'église et le couvent de Santa Maria puis de San Francesco (ad Alto) ont été construits du vivant du saint, dans la période entre ses deux visites à Ancône, en 1220 et 1225. Les frères de San Francesco (ad Alto) se sont réunis dans le nouveau couvent et l'église Santa Maria Maggiore, pour revenir en partie à l'ancien couvent rénové en 1400. Le titre « ad Alto » a été pris après 1517 lorsque le pape a validé la séparation des frères mineurs conventuels, qui sont devenus frères de l'Observance ou Zoccolanti dans l'église de San Francesco ad Alto.

### L'intérieur
L'intérieur, à nef unique et de style XVIIIe siècle, a été librement restauré après la Seconde Guerre mondiale à l'occasion de la réouverture de l'église au culte. Il abrite plusieurs œuvres d'art : 
- Le Baptême du Christ de Pellegrino Tibaldi a été réalisé entre 1554 et 1556 sur commande du marchand arménien Giorgio Morato pour l'église détruite Sant'Agostino, avec une prédelle démembrée représentant la Visitation (Urbino, Galleria Nazionale delle Marche), la Nativité de saint Jean Baptiste (Senigallia, collection privée) et la Décollation de saint Jean Baptiste (Milan, Pinacothèque de Brera)[5].

- Dans l'église se trouve également une Gloire en plâtre avec l'emblème de l'Ordre de Gioacchino Varlè, et le retable avec les Anges portant la Sainte Maison de Lorette d'Andrea Lilio.

- Le maître-autel en bois doré provient de l'église (supprimée) San Francesco ad Alto. Derrière se trouve le grand retable de Lorenzo Lotto représentant l'Assomption et peint en 1550, l'un des chefs-d'œuvre de l'artiste.

À l'intérieur de l'église se trouve également un autel votif dédié aux saints patrons de Fiume, commandé par les exilés d'Istrie.

## Images

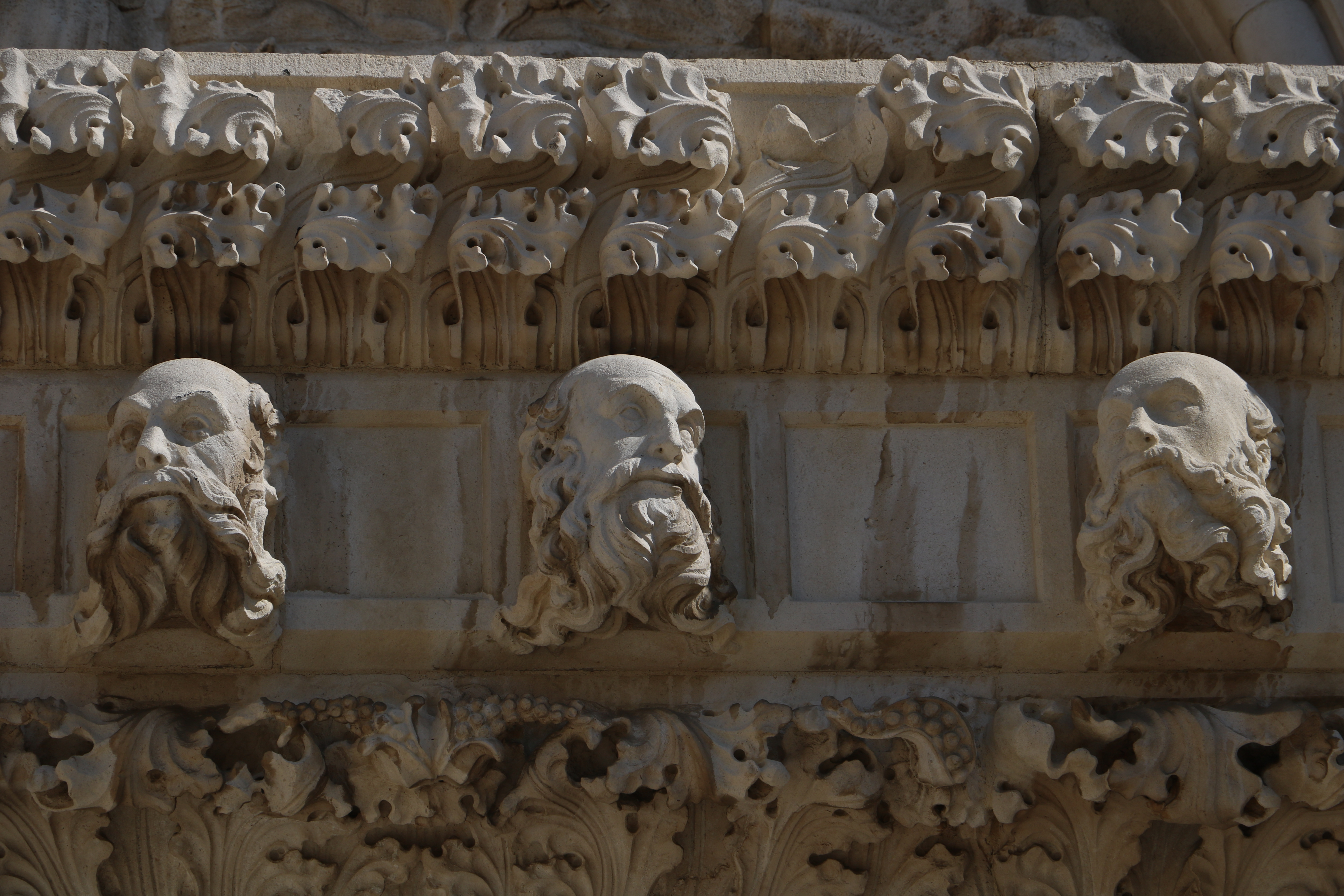
Détail de la façade.
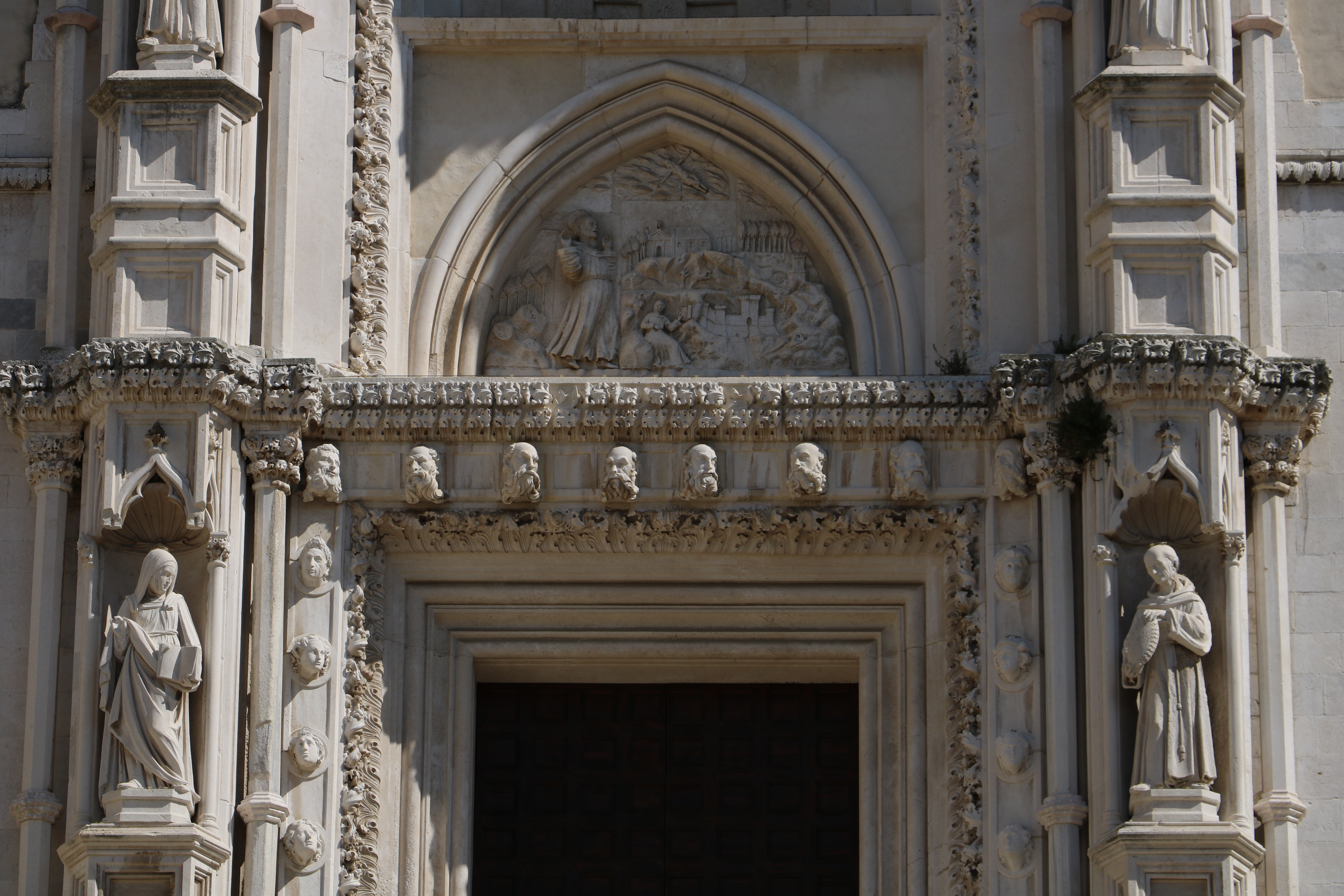
Détail de la façade.
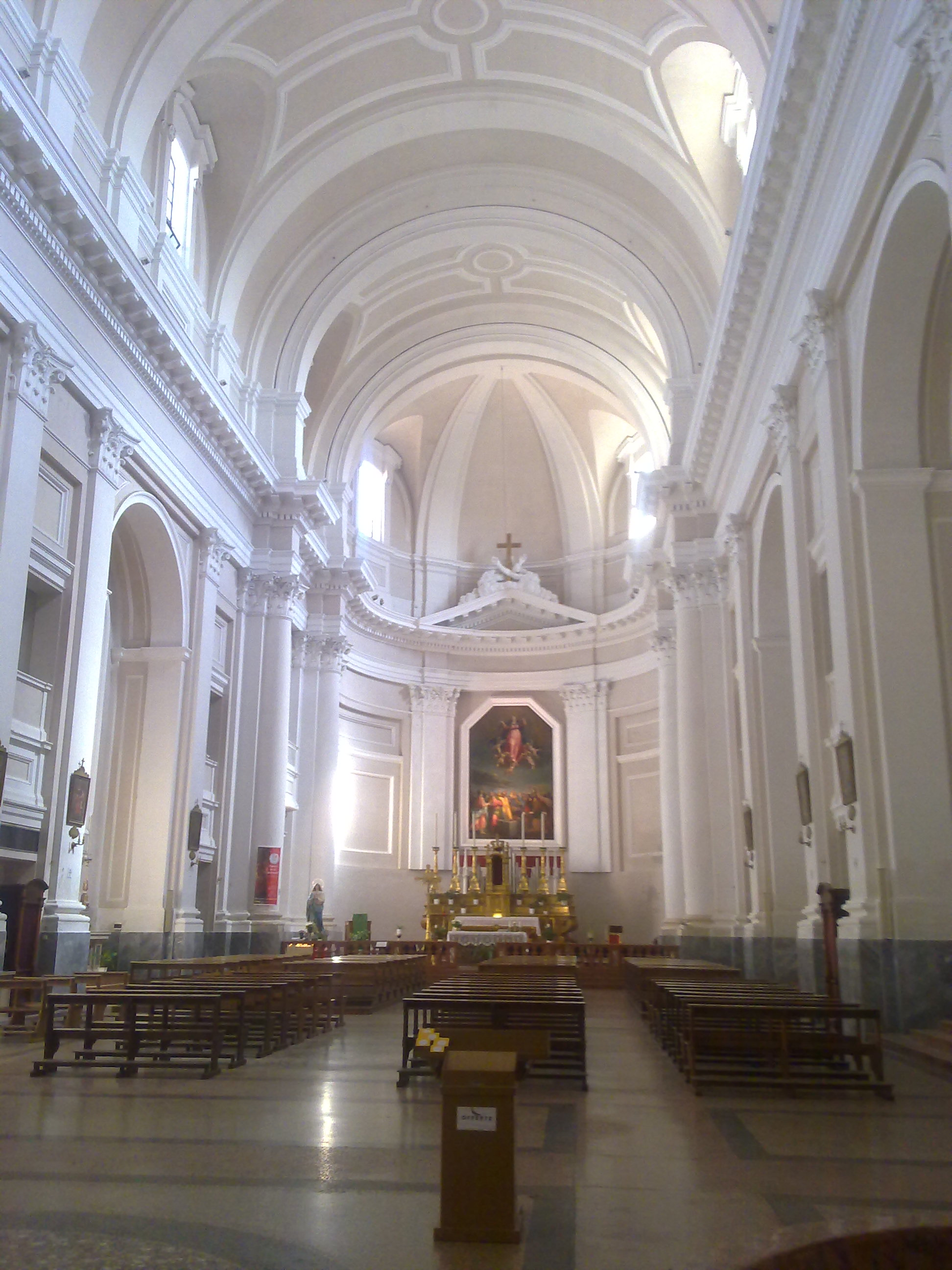
intérieur avec le retable de Lorenzo Lotto.
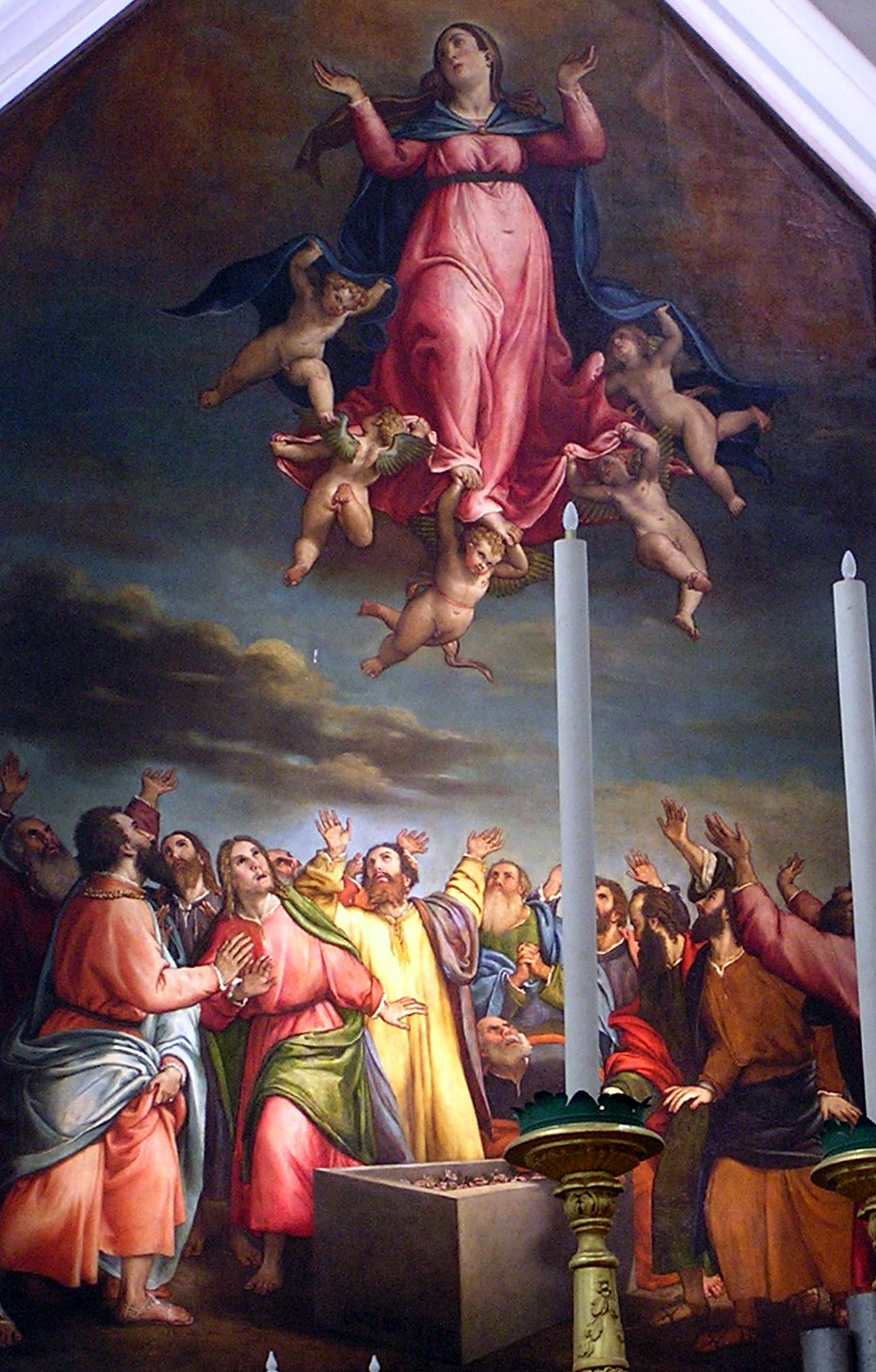
Retable de Lorenzo Lotto.